# Katerina
Katerina je žensko osebno ime.

## Izvor imena
Ime Katerina je različica ženskega osebnega imena Katarina.

## Pogostost imena
Po podatkih Statističnega urada Republike Slovenije je bilo na dan 31. decembra 2007 v Sloveniji število ženskih oseb z imenom Katerina: 57.

## Osebni praznik
Osebe z imenom Katerina lahko godujejo takrat kot osebe z imenom Katarina.